# Lista de cidades de Nova Iorque (estado)

Mapa dos Estados Unidos com a localizaçâo do estado de Nova Iorque.

Nesta lista estão relacionadas as 62 cidades do estado de Nova Iorque e seus respectivos condados.
As cidades de Geneva e Nova Iorque são as únicas cidades situadas em mais de um condado.
Esta lista está completa. Não adicione ou remova quaisquer municípios da relaçâo, a menos que esse local tenha sido legalmente alterado.

## Lista de cidades

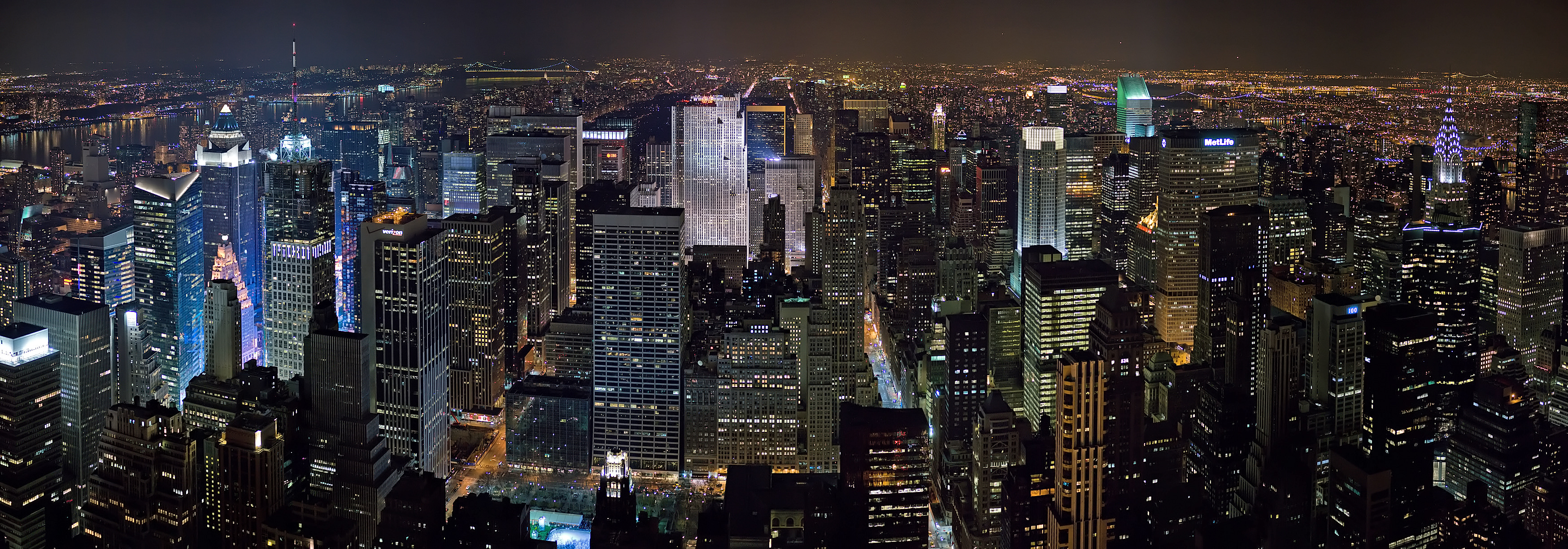
Cidade de Nova Iorque

| Cidade           | Condado                                   | Populaçâo (censo de 2011 - estimado) | Data de fundaçâo |
| ---------------- | ----------------------------------------- | ------------------------------------ | ---------------- |
| Albany           | Albany                                    | 97 660                               | 1686             |
| Amsterdam        | Montgomery                                | 18 507                               | 1830             |
| Auburn           | Cayuga                                    | 27 590                               | 1848             |
| Batavia          | Genesee                                   | 15 444                               | 1915             |
| Beacon           | Dutchess                                  | 15 565                               | 1913             |
| Binghamton       | Broome                                    | 46 996                               | 1867             |
| Buffalo          | Erie                                      | 261 025                              | 1832             |
| Canandaigua      | Ontário                                   | 10 604                               | 1913             |
| Cohoes           | Albany                                    | 16 133                               | 1869             |
| Corning          | Steuben                                   | 11 187                               | 1890             |
| Cortland         | Cortland                                  | 19 212                               | 1900             |
| Dunkirk          | Chautauqua                                | 12 511                               | 1888             |
| Elmira           | Chemung                                   | 29 204                               | 1864             |
| Fulton           | Oswego                                    | 11 906                               | 1902             |
| Geneva           | Ontário e Seneca                          | 13 324                               | 1898             |
| Glen Cove        | Nassau                                    | 27 063                               | 1918             |
| Glens Falls      | Warren                                    | 14 728                               | 1908             |
| Gloversville     | Fulton                                    | 15 621                               | 1890             |
| Hornell          | Steuben                                   | 8 566                                | 1888             |
| Hudson           | Columbia                                  | 6 657                                | 1785             |
| Ithaca           | Tompkins                                  | 30 054                               | 1888             |
| Jamestown        | Chautauqua                                | 31 020                               | 1886             |
| Johnstown        | Fulton                                    | 8 718                                | 1895             |
| Kingston         | Ulster                                    | 23 887                               | 1872             |
| Lackawanna       | Erie                                      | 18 121                               | 1909             |
| Little Falls     | Herkimer                                  | 5 188                                | 1895             |
| Lockport         | Niagara                                   | 21 119                               | 1865             |
| Long Beach       | Nassau                                    | 33 395                               | 1922             |
| Mechanicville    | Saratoga                                  | 5 227                                | 1915             |
| Middletown       | Orange                                    | 28 243                               | 1888             |
| Mount Vernon     | Westchester                               | 67 780                               | 1892             |
| New Rochelle     | Westchester                               | 77 606                               | 1889             |
| Nova Iorque      | Bronx, Kings, New York, Queens e Richmond | 8 550 405                            | 1653             |
| Newburgh         | Orange                                    | 29 026                               | 1865             |
| Niagara Falls    | Niagara                                   | 50 086                               | 1892             |
| North Tonawanda  | Niagara                                   | 31 501                               | 1897             |
| Norwich          | Chenango                                  | 7 139                                | 1914             |
| Ogdensburg       | St. Lawrence                              | 11 104                               | 1868             |
| Olean            | Cattaraugus                               | 14 363                               | 1854             |
| Oneida           | Madison                                   | 11 387                               | 1901             |
| Oneonta          | Otsego                                    | 13 843                               | 1908             |
| Oswego           | Oswego                                    | 18 158                               | 1848             |
| Peekskill        | Westchester                               | 23 755                               | 1940             |
| Plattsburgh      | Clinton                                   | 19 949                               | 1902             |
| Port Jervis      | Orange                                    | 8 878                                | 1907             |
| Poughkeepsie     | Dutchess                                  | 32 790                               | 1854             |
| Rensselaer       | Rensselaer                                | 9 391                                | 1897             |
| Rochester        | Monroe                                    | 210 855                              | 1834             |
| Rome             | Oneida                                    | 33 660                               | 1870             |
| Rye              | Westchester                               | 15 834                               | 1942             |
| Salamanca        | Cattaraugus                               | 5 780                                | 1913             |
| Saratoga Springs | Saratoga                                  | 26 727                               | 1915             |
| Schenectady      | Schenectady                               | 66 273                               | 1798             |
| Sherrill         | Oneida                                    | 3 147                                | 1916             |
| Syracuse         | Onondaga                                  | 145 151                              | 1848             |
| Tonawanda        | Erie                                      | 15 112                               | 1904             |
| Troy             | Rensselaer                                | 50 120                               | 1816             |
| Utica            | Oneida                                    | 62 110                               | 1832             |
| Watertown        | Jefferson                                 | 27 423                               | 1869             |
| Watervliet       | Albany                                    | 10 230                               | 1896             |
| White Plains     | Westchester                               | 57 258                               | 1916             |
| Yonkers          | Westchester                               | 197 399                              | 1872             |